# Sweet Thing
Sweet Thing, of Sweet Thing/Candidate/Sweet Thing (Reprise), is een suite van nummers van de Britse muzikant David Bowie, uitgebracht als de derde, vierde en vijfde track op zijn album Diamond Dogs uit 1974. Het trio van nummers bestaat uit "Sweet Thing", "Candidate" en een herhaling van één couplet uit "Sweet Thing".

## Achtergrond
De openingsregel bevatte de laagste noot die Bowie tot dan toe had gezongen op een studioalbum (C2), tot "I Took a Trip on a Gemini Spacecraft" voor het album Heathen uit 2002 (G1).
Bowie had ook een ander nummer met de titel "Candidate" opgenomen. Muzikaal gezien had dit nummer niks te maken met de albumversie en hadden ze slechts een paar regels met elkaar gemeen - "I'll make you a deal" en "pretend I'm walking home". Dit nummer werd opgenomen in de eerste dagen van januari 1974 en verscheen pas op 1990 voor het eerst op de heruitgave van Diamond Dogs. Het originele nummer verscheen in een remix op de soundtrack van de film Intimacy uit 2001.
Een nummer, waar tegenwoordig naar wordt verwezen als "Zion", maar ook verschenen op bootlegs onder de namen "Aladdin Vein", "Love Aladdin Vein", "A Lad in Vein" en "A Lad in Vain", bevat delen van het nummer "Aladdin Sane" van het album Aladdin Sane en wat later "Sweet Thing (Reprise)" zou worden. Er werd lang gedacht dat dit instrumentale nummer werd opgenomen tijdens de sessies voor Aladdin Sane, maar later werd bekend dat het nummer was bedoeld voor Pin Ups wat later dat jaar uitkwam als preview voor Bowie's volgende originele werk.
Een liveversie van de nummers verscheen later in 1974 op het album David Live.

## Muzikanten
- David Bowie: zang, gitaar, saxofoon, mellotron, Moog synthesizer
- Mike Garson: piano
- Herbie Flowers: basgitaar
- Aynsley Dunbar: drums
- Tony Visconti: productie